# East Riding of Yorkshire
East Riding of Yorkshire (engl. für ‚Östliches Drittel von Yorkshire‘)  ist eine Verwaltungseinheit (Unitary Authority) in England. Sie grenzt an die zeremoniellen Grafschaften North Yorkshire, South Yorkshire und Lincolnshire und umgibt die Stadt Kingston-upon-Hull, die gleichfalls verwaltungstechnisch selbständig ist. East Riding of Yorkshire ist zugleich eine zeremonielle Grafschaft, zu der auch Kingston-upon-Hull gehört.
Das East Riding of Yorkshire ist ein Teil der traditionellen Grafschaft Yorkshire. Der Name stammt von der früheren Unterteilung Yorkshires in Ridings (Drittel). Das Riding war von 1974 bis 1996 ein Teil der ehemaligen Grafschaft Humberside.

## Geographie

### Geographische Lage
Der District East Riding grenzt im Süden an das selbstständige Hull sowie an das Ästuar des Humbers, an dessen gegenüberliegender Seite sich die Distrikte North East Lincolnshire sowie North Lincolnshire befinden. Im Südwesten grenzt nachfolgend der zu South Yorkshire gehörende Metropolitan Borough of Doncaster an. Die weiter im Westen und Norden angrenzenden Distrikte Selby, York, Ryedale und Scarborough gehören allesamt zu North Yorkshire. Im Osten grenzt die Nordsee an den Distrikt.

### Geologie

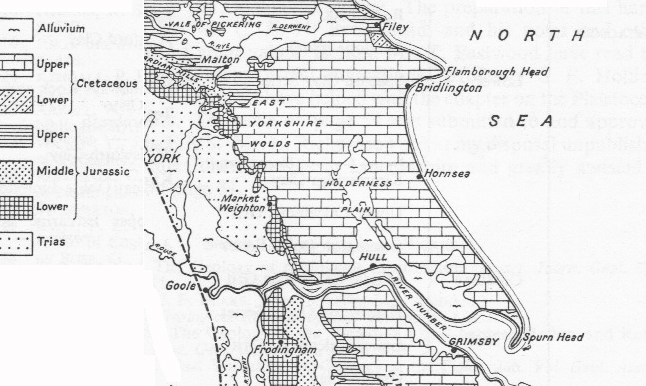
Geologie des East Riding

Geologisch gesehen ist der East Riding in drei Teile aufgeteilt. Der westliche Teil besteht aus dem östlichen Abschnitt des Vale of York sowie der südlichen Fortsetzung hin zum oberen Teil des Humberästuars. In diesem Gebiet befindet sich ein Sandsteingürtel, welcher von glazialem Schwemmboden überlagert ist. Der mittlere Teil, die Yorkshire Wolds, sind eine von North Ferriby bei Hull bis zur Landspitze Flamborough Head reichende Hügelkette aus Kalkgestein. Der südöstliche dritte Teil ist die tiefliegende Holderness-Ebene, die im Osten von der Nordsee und im Süden vom Humberästuar eingegrenzt wird. Südlich von Flamborough Head liegt das Strandbad Bridlington, und wiederum südlich davon die Halbinsel Spurn. Vor der letzten Eiszeit befand sich die Küstenlinie noch weiter westlich unmittelbar am Fuße der Wolds, wo man Überreste von Stränden entdeckt hatte. Als das Gletschereis am Ende der Eiszeit zurückwich, hinterließ es große Mengen an Geschiebelehm und formte so einen nassen, sumpfigen Boden, welcher heute die Holderness darstellt. Ein weiterer, das heutige Vale of York bedeckender Gletscher, hinterließ Geschiebemergel an dessen Grundmoräne. Wie die Holderness ist auch das Vale of York heute von sumpfigem Boden gekennzeichnet. Die Wolds hingegen waren nahezu eisfrei. Nach der Eiszeit wurde die Tundra allmählich von Pflanzen besiedelt, was die Entwicklung der Fauna in dem Gebiet möglich machte. Da das Eis des Nordmeeres immer noch sehr viel Wasser gebunden hatte, lag der Meeresspiegel noch längere Zeit deutlich unter dem heutigen Niveau, und die Küstenlinie befand sich weiter im Osten.

### Landschaft

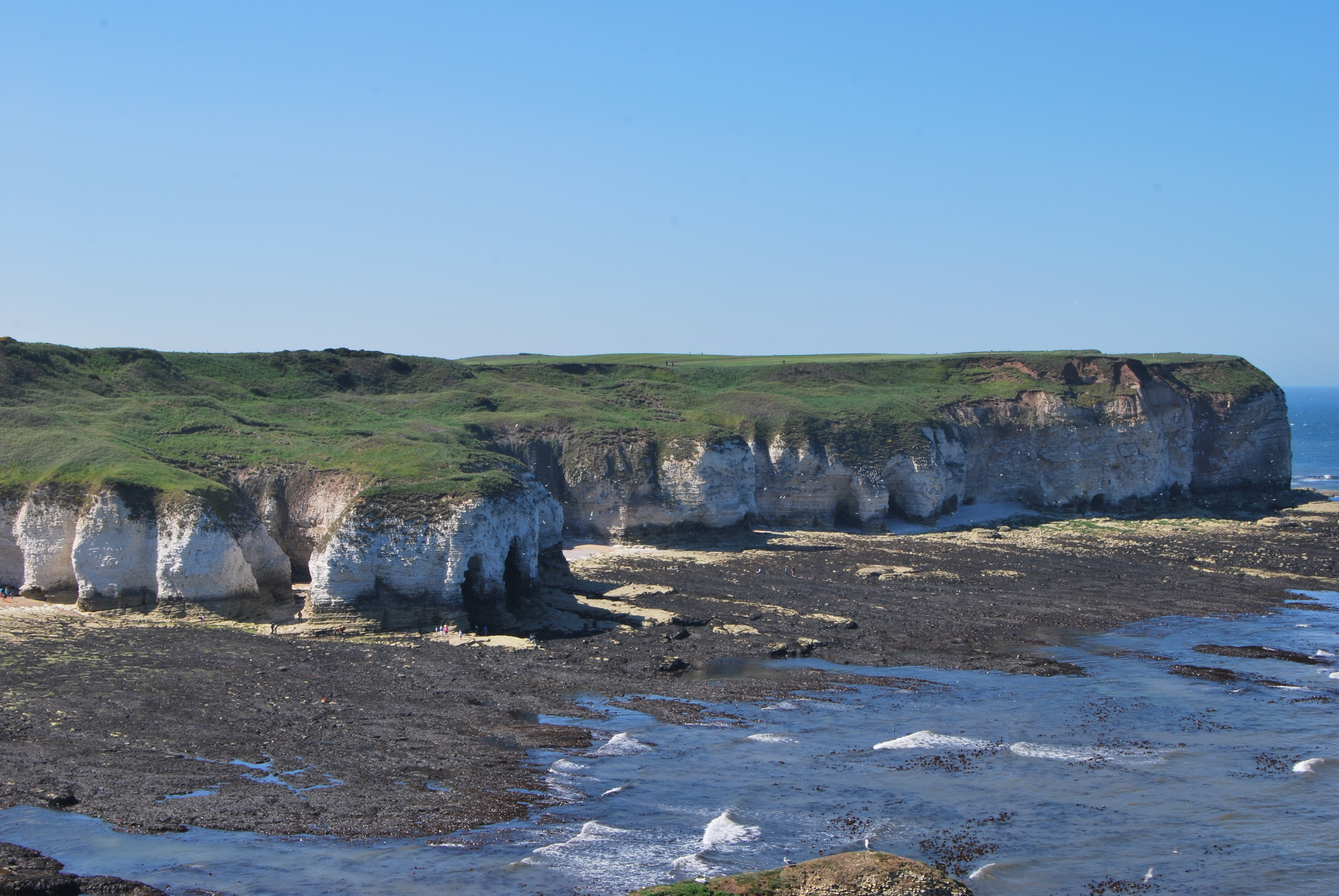
Flamborough Head

Die Wolds haben die Form eines zur Holderness hin sanft abfallenden Plateaus, durchschnitten von einigen tiefen, am Grund jedoch ebenen Tälern glazialen Ursprungs. Das Kalkgestein sorgt für eine gute Entwässerung des Bodens, wodurch kaum Oberflächenwasser in Form von Bächen und Seen vorhanden ist. Bei Flamborough Head steigen die Wolds in Form eines steilen Kliffs in die Höhe; hier befinden sich Felstürme sowie ausgewaschene Höhlen entlang des Ufers. Flamborough Head ist als Naturschutzgebiet ausgewiesen. Die fortschreitende Erosion entlang des Kliffs stellt eine Gefahr für Spaziergänger dar.
Die Holderness besteht aus von der Weichsel-Eiszeit stammenden Tonschichten. Sie formen eine relativ flache Tiefebene mit einigen torfgefüllten Vertiefungen, welche auf die frühere Existenz von Seen hinweisen. Der fruchtbare Boden in der Ebene ermöglicht intensiven Ackerbau; Waldgebiete gibt es jedoch kaum.

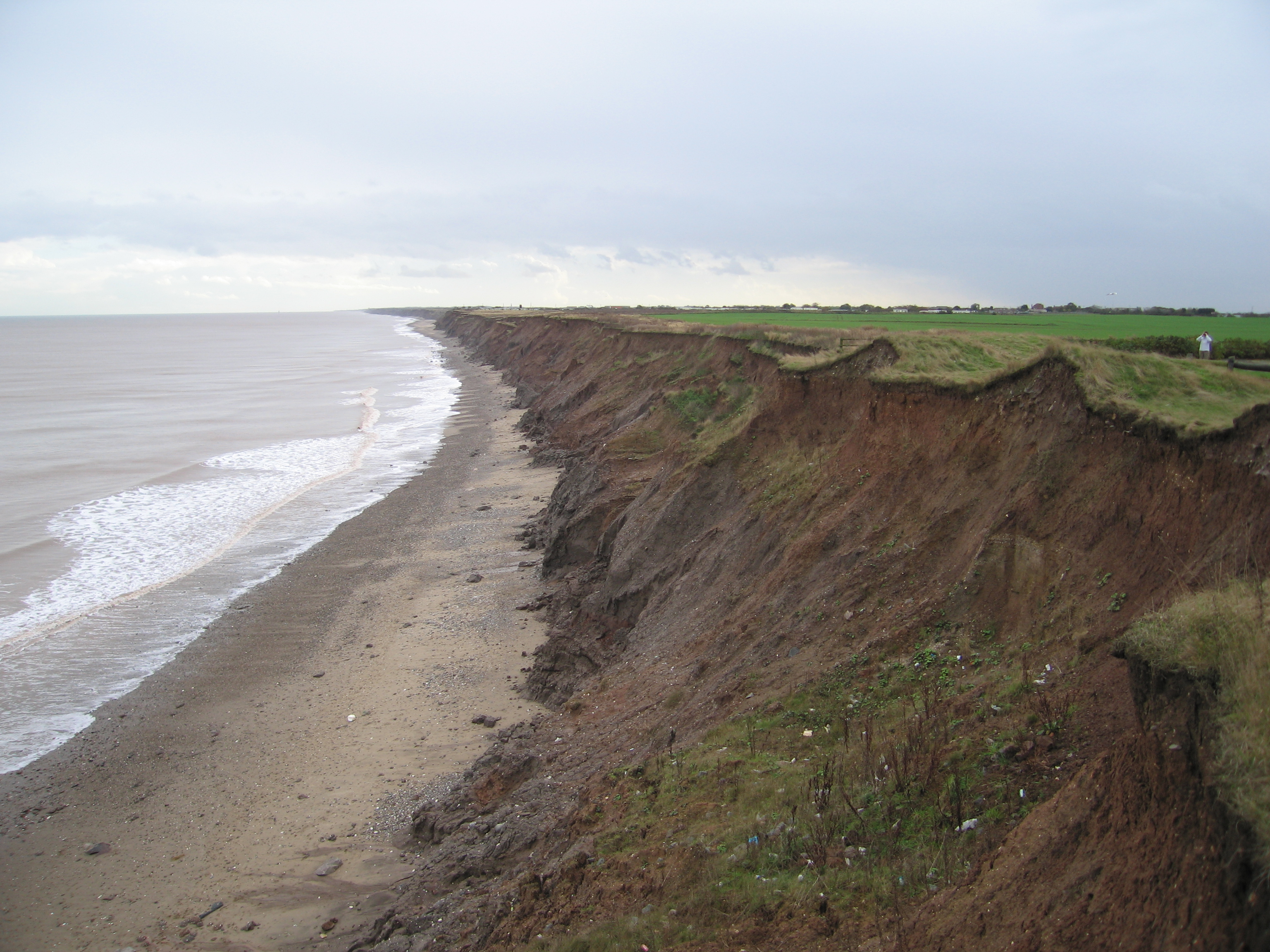
Küstenerosion nahe Hornsea

Die Küste erleidet die größte Erosionsrate Europas: Jährlich gehen etwa 1,5 m bzw. zwei Millionen Tonnen Landmasse verloren. 3 % dieser Masse lagert sich weiter südlich an der Spurn-Halbinsel wieder ab. Der Erosion sind in den letzten 2000 Jahren viele Siedlungen zum Opfer gefallen. Beispielhaft dafür ist der im 14. Jahrhundert untergegangene Hafen Ravenspurn. Seit 1951 werden von der Behörde des East Riding Versuche unternommen, die fortschreitende Erosion einzudämmen. Die Holderness wird hauptsächlich über den Humber, die Gegend nördlich von Hull über den gleichnamigen Zufluss entwässert.
Das Vale of York im westlichen Teil des Distrikts wird über den Derwent entwässert. Die durch Heide- und Waldkulturen geprägte Gegend ist überwiegend eben, jedoch sorgt manch kleinere Erhebung für eine vielfältige Topografie. Am Derwent sind teilweise auch naturbelassene Aulandschaften anzutreffen.

### Klima

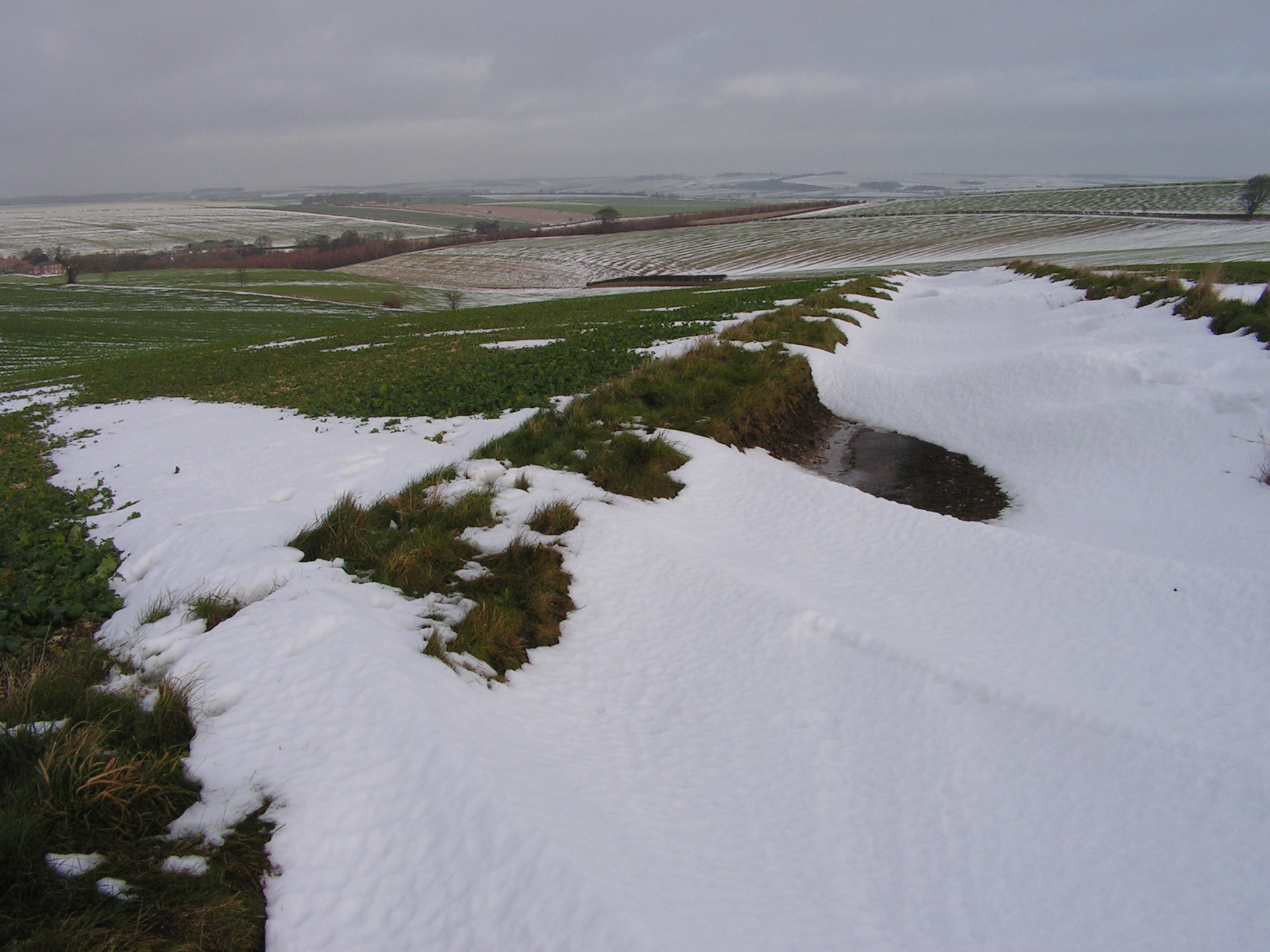
Winter in den Yorkshire Wolds

Im East Riding herrschen bedingt durch den Einfluss des Golfstromes kühle Sommer und relativ milde Winter. Die Wetterbedingungen ändern sich dabei fast jeden Tag. Aufgrund des Breitengrades wird die Gegend oft durch von Westen heranziehende Tiefdruckgebiete mit ihren Fronten beeinflusst. Die Tiefs sind besonders im Winter für wechselhaftes und windiges Wetter verantwortlich. Große Regensummen sind bedingt durch die Lage im Lee der Pennines jedoch die Ausnahme. Möglich sind oft auch Zwischenhocheinflüsse mit trockenem Wetter. Im Sommer können ausgedehnte Hochdruckgebiete besonders in den Wolds sogar zu Dürrephasen führen.
Bedingt durch deren Höhenlage ist es in den Wolds generell kühler als im Vale of York sowie in der Holderness. Geschlossene Schneedecken sind im Winter in den Hochlagen keine Seltenheit.

## Geschichte
Als die letzte Eiszeit ihrem Ende zuging, folgten die Jäger und Sammler der Altsteinzeit den Tierherden über das Land zwischen Kontinentaleuropa und Großbritannien. Das milder werdende Klima sorgte für eine zunehmende Tiervielfalt, und die Wanderbewegungen der Menschen nahmen ab. Sie versuchten zunehmend, Flora und Fauna für sich beherrschbar zu machen. Pollenfunde belegen, dass das Gebiet des East Ridings vor dessen Kultivierung von großen Wäldern bedeckt war. Aufgrund ihres breiten Spektrums an natürlichen Ressourcen wurden die Yorkshire Wolds in der Jungsteinzeit zu einem Schwerpunkt der Besiedlung durch den Menschen. Die ältesten Monumente der Gegend sind jungsteinzeitliche Hünengräber. Zwei davon befinden sich nahe den Gemeinden Wold Newton und Kilham. Mittels Radiokarbondatierung wurde ihre Entstehungszeit auf das Jahr 3700 v. Chr. geschätzt.
Von 2000 bis 800 v. Chr. setzten die Menschen der Bronzezeit in den Wolds 1400 Bronzegräber. Man fand sie sowohl einzeln als auch massenhaft in Form von Friedhöfen. Auch heute noch können sie als Besonderheit der Landschaft begutachtet werden. Bis zur späten Bronzezeit wurden große Teile des Waldes abgeholzt und das Land in Form von Weide- und Ackerland urbar gemacht. Auch die Feuchtgebiete in den Niederungen rund um die Wolds wurden für Viehzucht genutzt. Während der Eisenzeit entstand die ausgeprägte Arras-Kultur, benannt nach einem Ort nahe Market Weighton. Hier fand man Gräber, die ihrer Anordnung nach den Gräbern der La-Tène-Kultur in Kontinentaleuropa ähneln. Die Gegend wurde zum Reich des keltischen Volkes der Parisier.
Eun Zeugnis der Eisenzeit ist der Einbaum von Hasholme.
Nachdem die Römer 43 n. Chr. in Großbritannien einmarschiert waren, erreichten sie 71 n. Chr. nach der Durchquerung des Humber das historische, den Parisiern gehörende Territorium von Northumbria. Am nördlichen Ufer errichteten sie ein Kastell und legten Straßen an, welche von hier über Derventio, dem heutigen Malton, hin zum Ufer der Ouse führten. Dort erbauten sie ein weiteres Kastell namens Eboracum, aus welchem später die Stadt York hervorging. Es gibt Hinweise auf eine nachhaltige Nutzung des Bodens durch Getreideanbau in der römischen Ära. Die Überreste mehrerer römischer Häuser wurden in der Gegend um Langton und Rudston entdeckt. In den Gegenden rund um die Wolds stieg die Anzahl der Siedlungen zwischen 500 v. Chr. und 500 n. Chr. enorm an, da sich die Landmasse aufgrund eines sinkenden Meeresspiegels mehr und mehr vergrößerte. Das Tiefland wurde überwiegend für Viehzucht genutzt. In den letzten Jahren der römischen Besatzung fielen vermehrt Angelsachsen in das Gebiet ein und errichteten in der zweiten Hälfte des 5. Jahrhunderts ihre eigenen Siedlungen. Ortsnamen mit den Endungen -ing, -ingham und -ham weisen auf einen angelsächsischen Ursprung des Ortes hin. Als sich ab dem 7. Jahrhundert das Christentum in der Gegend verbreitete, verzichtete man auf zuvor begangene heidnische Bräuche. Im Jahr 867 nahm das aus Dänemark kommende Große Heidnische Heer mit seinem Anführer Halfdan Ragnarsson die angelsächsische Stadt York ein und machte sie zur Hauptstadt des neuen Königreichs Jórvík. Ab 876 begannen die Dänen, dauerhafte Siedlungen im Gebiet des heutigen Yorkshire zu errichten. Ortsnamen mit den Endungen -by und -thorpe weisen auf einen dänischen Ursprung des Ortes hin. Mit dem Tod Erik I. im Jahre 954 endete die Herrschaft der Dänen über Northumbria und der umliegenden Gebiete; das Königreich Jórvík löste sich somit auf.
Nach der Normannischen Eroberung Englands durch Wilhelm I. im Jahre 1066 übergab dieser das Gebiet des heutigen East Riding dem neuen Normannenkönig sowie kirchlichen Institutionen. Regte sich von Seiten der Bevölkerung und der bis dahin regierenden Grafen gegen die neue Regentschaft Widerstand, so wurde dieser von Wilhelm I. stets niedergeschlagen. Diese Politik der Unterdrückung ist heute unter dem feststehenden Begriff Harrying of the North bekannt. Die Herrschaft der Normannen dauerte weit bis ins 16. Jahrhundert hinein an.

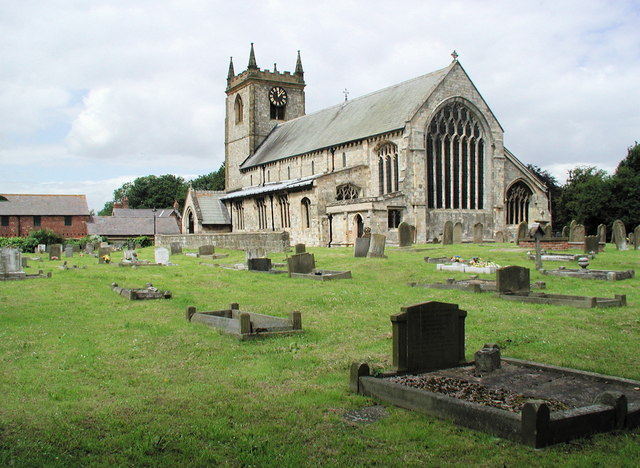
Ehemalige Zisterzienserinnenkirche der Swine Priory

Durch die Auflösung der englischen Klöster durch Heinrich VIII. Mitte des 16. Jahrhunderts wurde das ehemals kirchlichen Institutionen gehörende Land beschlagnahmt und ging in Privatbesitz über. Die damals einkehrenden Besitzverhältnisse des East Riding dauerten teilweise bis ins 20. Jahrhundert an.
Im 18. und 19. Jahrhundert wurden zuerst die Kanäle und danach die Eisenbahnverbindungen ausgebaut. Der Derwent wurde ab Malton flussabwärts begradigt und erhielt eine Kanalverbindung nach Pocklington. Die Städte Beverley und Driffield erhielten Kanalverbindungen zum Hull. Der Bau des Market Weighton-Kanals stellte eine direkte Verbindung der Stadt mit dem Humberästuar her. Eine erste Bahnverbindung wurde 1847 zwischen Filey und Bridlington eröffnet. Die erste Strecke über die Wolds von Malton nach Driffield wurde 1853 fertiggestellt. Die Bahnstrecken dienten in erster Linie der Ausfuhr landwirtschaftlicher Güter zu Märkten im industriell geprägten West Riding of Yorkshire. Darüber hinaus wurden die Gleisanlagen zur Beförderung von Urlaubern in die wachsenden Strandbäder Bridlington, Hornsea und Withernsea benutzt. Durch die Folgen des Enclosure Movement wandelte sich die Landschaft nur wenig. Lediglich Hecken und Baumreihen wurden im Laufe des 20. Jahrhunderts entfernt, um den Einsatz von großen Landmaschinen zu ermöglichen.

### Einwohnerentwicklung
| Religionen im East Riding 2001 | Religionen im East Riding 2001 | Religionen im East Riding 2001 | Religionen im East Riding 2001 |
| UK Zensus 2001                 | East Riding                    | Yorkshire and the Humber       | England                        |
| ------------------------------ | ------------------------------ | ------------------------------ | ------------------------------ |
| Christlich                     | 79,67 %                        | 73,07 %                        | 71,74 %                        |
| ohne Religion                  | 11,90 %                        | 14,09 %                        | 14,59 %                        |
| Muslimisch                     | 0,27 %                         | 3,81 %                         | 3,1 %                          |
| Buddhistisch                   | 0,13 %                         | 0,14 %                         | 0,28 %                         |
| Hinduistisch                   | 0,18 %                         | 0,32 %                         | 1,11 %                         |
| Jüdisch                        | 0,13 %                         | 0,23 %                         | 0,52 %                         |
| Sikh                           | 0,06 %                         | 0,38 %                         | 0,67 %                         |
| andere Religionen              | 0,16 %                         | 0,19 %                         | 0,29 %                         |
| nicht angegeben                | 7,50 %                         | 7,77 %                         | 7,69 %                         |

Das East Riding war bis zum 1. April 2009 der flächengrößte District, die flächengrößte Unitary Authority sowie der bevölkerungsmäßig zweitgrößte Non-Metropolitan District Englands. Aufgrund einer Verwaltungsreform fiel es danach auf den fünften bzw. sechsten Platz zurück.
Der Distrikt besitzt eine Fläche von 2408 km², eine Einwohnerzahl von 335.049 (ONS; Stand: 2008) sowie eine Bevölkerungsdichte von 140 Einw./km². Damit ist er hinter den Isles of Scilly, Rutland und Herefordshire die Unitary Authority mit der geringsten Bevölkerungsdichte. Die größten Städte waren 2001 laut Volkszählung Bridlington (34.000 Einwohner), Goole (17.000), Beverley (17.000), Cottingham (17.000), Hessle (15.000), Driffield (11.000), Anlaby with Anlaby Common (10.000), Hornsea (8.000), Willerby (8.000), Pocklington (8.000) und Elloughton-cum-Brough (7.000). Etwa die Hälfte der Bevölkerung des Distrikts lebt in diesen elf Städten, die andere Hälfte in den restlichen 260 Städten und Gemeinden. Gleichzeitig hatte die an den Distrikt angrenzende Stadt Kingston upon Hull alleine 243.589 Einwohner.
Das East Riding besitzt einen höheren Prozentsatz an Personen über 40 Jahre als der gesamtenglische Schnitt. Dies liegt an einem Defizit von jüngeren Menschen. Obwohl 36,4 % aller Haushalte kein Auto besitzen, gibt es insgesamt mehr Autobesitzer als im Schnitt. Weniger als 5 % aller Menschen nutzen öffentliche Verkehrsmittel auf ihrem Weg zur Arbeit, was deutlich weniger ist als der englische Schnitt von 15 %. Der Distrikt hat mit einer Rate von 98,8 % den höchsten prozentualen Anteil an weißer Bevölkerung in England. Selbst Hull hat für eine Großstadt dieser Größe mit 97,7 % Weißen einen sehr hohen Anteil.
Die Kriminalitätsrate ist verglichen mit dem englischen Schnitt recht niedrig.

### Flagge
Nach einem Wettbewerb im April 2013 hat das East Riding of Yorkshire nun eine offizielle Flagge. Die Flagge besteht aus zwei gleich großen vertikalen Streifen: links blau und rechts grün. Im Zentrum ist die weiße Rose des Hauses York. Der Entwurf stammt von Trevor Appleton und seinem Sohn Thomas aus Kirkburn. Die Flagge wurde zum ersten Mal am 22. April 2013 am Beverley Minster gehisst.

## Verwaltung

### Geschichte

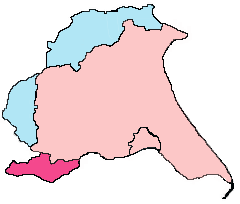
Grenzen des East Riding
– bis 1974: pink + blau
– seit 1996: pink + rot

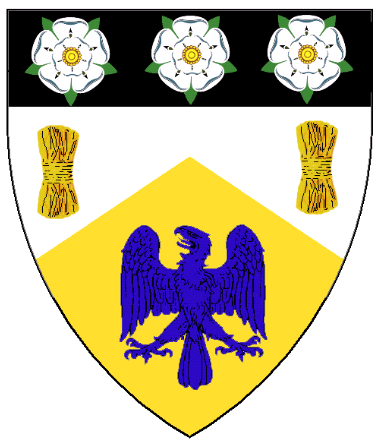
Das 1945 erstellte und bis 1974 verwendete Wappen des East Riding of Yorkshire

Die administrative Trennung des East Riding hatte bereits ihren Ursprung in der Antike. Im Gegensatz zu den meisten Grafschaften, die ursprünglich in sogenannte Hundreds aufgegliedert waren, bestand Yorkshire zuerst aus drei sogenannten Ridings, die ihrerseits aus einer Vielzahl sogenannter Wapentakes bestanden. Zum Zwecke der Erhebung von Bevölkerungsstatistiken wurde ein sogenanntes Registration County gegründet, welches aus den Orten Beverley, Bridlington, Driffield, Howden, Hull, Patrington, Pocklington, Sculcoates, Skirlaugh und York bestand. Eine Grafschaftsbehörde wurde erstmals 1889 eingesetzt; das nun neu gegründete East Riding hatte mit Ausnahme der Stadt Hull dieselben Grenzen wie das historische Riding. Der Local Government Act von 1972 sah jedoch die Eingliederung des Ridings in die neue Grafschaft Humberside vor, und so wurde das Riding zum 1. April 1974 aufgelöst. Die Existenz einer solchen, über den Humber hinweg bestehenden Grafschaft stieß jedoch auf wenig Akzeptanz, und so wurde sie Mitte der 90er wiederum aufgelöst. Seit dem 1. April 1996 besteht nun der Teil der alten Grafschaft nördlich des Humber aus zwei neuen Unitary Authoritys – das East Riding sowie die unabhängige Stadt Kingston upon Hull. Gleichzeitig wurde auch die zeremonielle Grafschaft East Riding of Yorkshire (zu welcher auch Hull gehört) mit dem Lord Lieutenant als obersten Repräsentanten wiedereingeführt. Der Distrikt besteht gänzlich aus sogenannten Parishes als unterste Verwaltungseinheit. Die mit dem Distrikt gleichgesetzte Stadt Hull besitzt keine weiteren Untergliederungen.

### Gegenwart

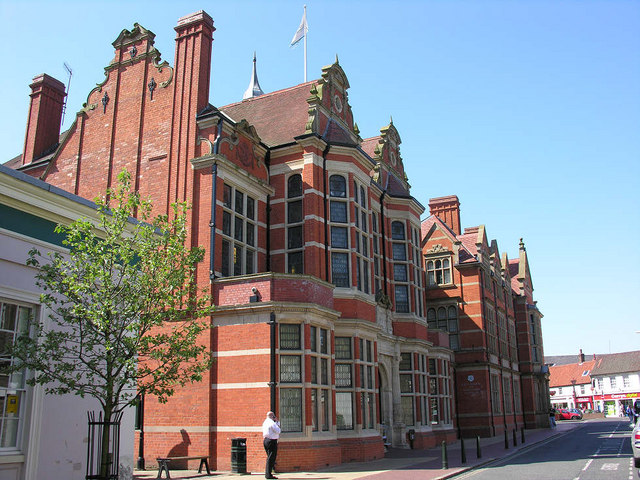
Die County Hall in Beverley,
das Parlamentsgebäude des
East Riding of Yorkshire

Der Rat des East Riding of Yorkshire hat seinen Sitz in Beverley. Er tagt in demselben Gebäude wie zuvor schon die Grafschaftsräte des früheren East Ridings sowie von Humberside. Alle vier Jahre wählen Menschen aus 26 Wahlbezirken des Distrikts insgesamt 67 Abgeordnete in die Versammlung. Erste Wahlen für den neu gegründeten Rat fanden 1995 statt, jedoch kam dieser erst ein Jahr später an die Macht. Bis 2007 konnte keine Partei die absolute Mehrheit der Sitze erringen. Dies schaffte erst die Conservative Party bei den Kommunalwahlen jenes Jahres. Im Audit-Bericht der Wahlkommission wurde der Rat mit vier Sternen ausgezeichnet, was die Behörde zu einer der besten Englands machte.

### Kommunalwahlen 2015
Die Kommunalwahlen 2015 brachten folgendes Ergebnis:
| Partei                      | Stimmen | % Stimmen | Sitze | +/− Sitze* |
| --------------------------- | ------- | --------- | ----- | ---------- |
| Conservative                | 67.241  | 37,1 %    | 510   | − 2        |
| Liberal Democrats           | 17.900  | 09,9 %    | 2     | − 1        |
| Labour                      | 39.700  | 21,9 %    | 6     | ± 0        |
| UKIP                        | 34.069  | 18,8 %    | 3     | + 3        |
| Independent                 | 15.799  | 08,7 %    | 5     | + 2        |
| Green                       | 03.544  | 02,0 %    | 0     | –          |
| East Yorkshire Independents | –       | –         | 0     | − 1        |
| Social Democrats            | –       | –         | 0     | − 1        |
| Gesamt:                     | 178.253 | –         | 67    |            |

*: Unterschied zur Wahl 2011
Der überwiegende Teil des East Riding ist in die drei Wahlkreise Beverley and Holderness, East Yorkshire und Haltemprice and Howden aufgeteilt. Einer der drei Wahlkreise Hulls, Kingston upon Hull West and Hessle, reicht ein wenig in das East Riding hinein; gleichzeitig deckt ein zweiter, Brigg and Goole, einen kleinen Teil von North Lincolnshire ab. Während der Council des East Riding von den Conservatives dominiert wird, gehören alle Sitze des Stadtrats von Hull der Labour Party. Hull East ist der Wahlkreis des Abgeordneten und ehemaligen stellvertretenden Premierministers John Prescott.

### Wahl zum Europaparlament 2014
Das East Riding befindet sich im Wahlkreis Yorkshire and the Humber des Europäischen Parlaments. Bei der Europawahl 2014 wurden je zwei Abgeordnete der Conservatives, der  Labour Party und der UK Independence Party in das Parlament gewählt.

## Politik

### East Riding of Yorkshire Council
- Labour: 5
- YP: 3
- LibDem: 21
- Cons.: 26
- Reform: 2
- Unabh.: 10

## Kultur und Sehenswürdigkeiten

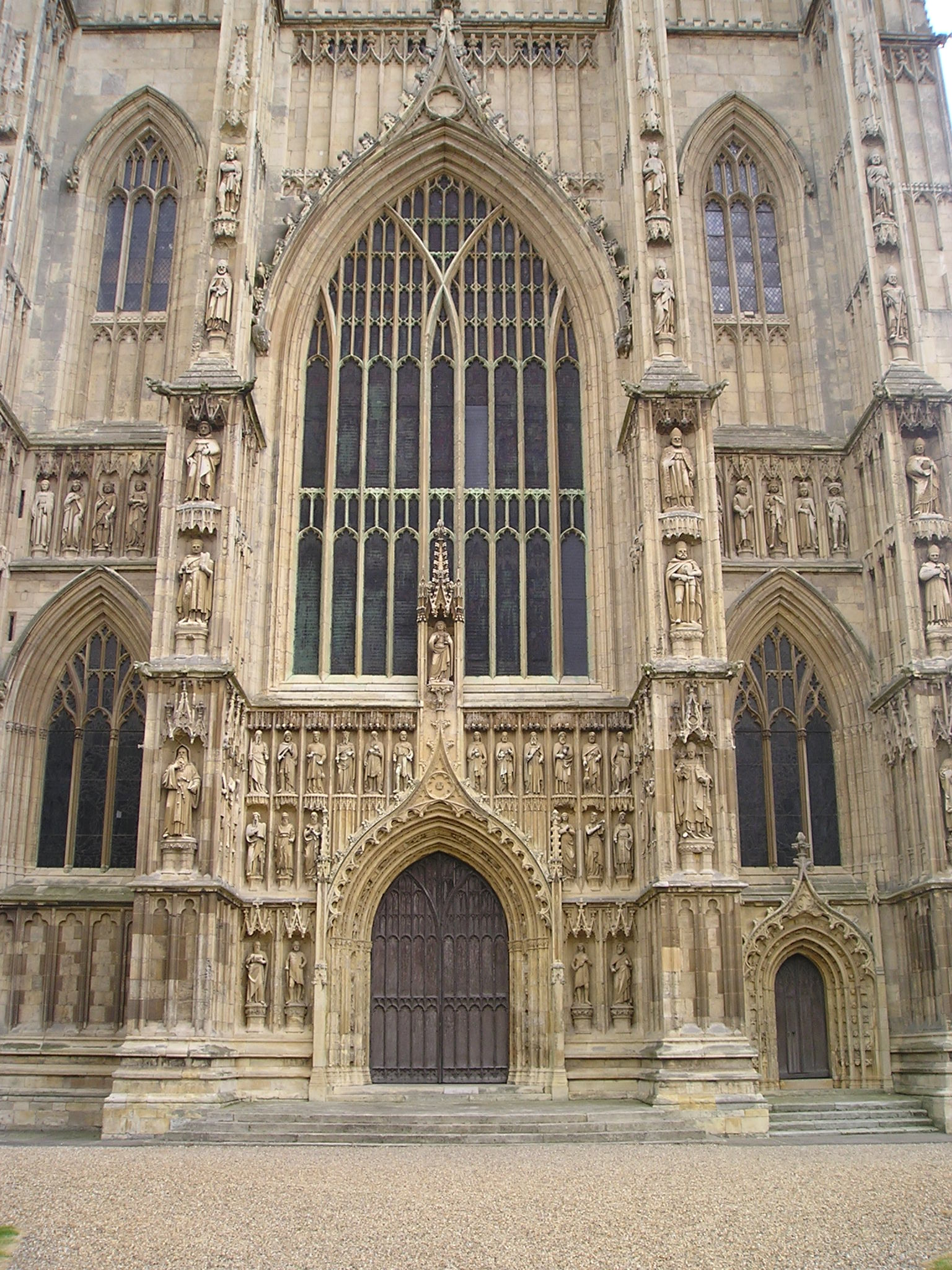
Beverley Minster

Es gibt viele Sehenswürdigkeiten im East Riding, wie zum Beispiel historische Bauten wie die Herrenhäuser von Burnby und Sewerby, das Herrenhaus sowie der Gutshof von Burton Agnes, die ehemalige Burg Skipsea sowie die Festung Fort Paull. Religiöse Stätten wie der Monolith von Rudston, das Beverley Minster, das Kloster Beverley sowie das Howden Minster können ganzjährig besichtigt werden.
Eine Sehenswürdigkeit ist ebenso die intakte Windmühle von Skidby, die beim Mahlen des Korns beobachtet werden kann. Naturfreunde zieht es auf die Halbinsel Spurn, zum Kliff von Bempton, zum Hornsea Mere (dem größten natürlichen Süßwassersee Yorkshires), zum Humberästuar sowie zu den Flüssen Hull, Aire, Trent und Don, welche teils über weite Strecken unter Schutz gestellt sind.
Es gibt einige, heute touristisch erschlossenen Kanäle wie den Driffield Canal, den Leven Canal, den Market Weighton Canal und den Pocklington Canal. Stamford Bridge war Schauplatz einer bedeutenden Schlacht, und der Yorkshire Wolds Way ist ein von Hessle bis Filey über die Yorkshire Wolds verlaufender Weitwanderweg, der zu den National Trails des Vereinigten Königreichs zählt.

### Sport

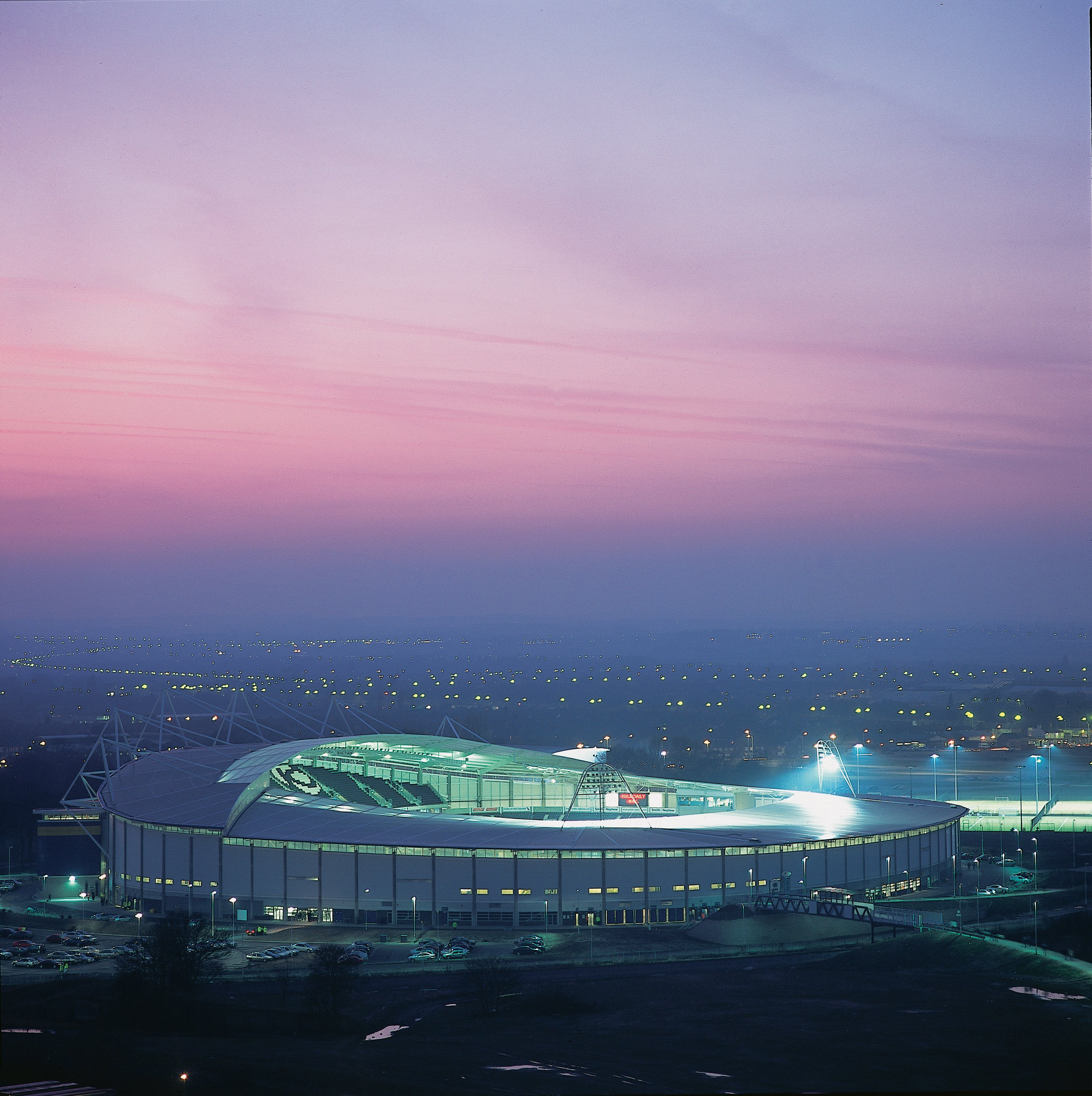
KC Stadium, Hull

Hull ist das regionale Zentrum für Sport auf nationaler Ebene. Der Fußballverein Hull City stieg 2008 nach einem Sieg über Bristol City in die Premier League auf. Bridlington Town spielt in der neuntklassigen Northern Counties East League Premier Division. Mit Hull FC und den Hull Kingston Rovers gibt es zwei Rugby League spielende Rugbyvereine, die in der Super League vertreten sind. Der Rugby Union spielende Verein Bridlington Rugby Union Football Club trägt seine Heimspiele im Dukes Park aus. Der Eishockeyverein Hull Stingrays spielt in der Elite Ice Hockey League, der höchsten Spielklasse seiner Sportart. Pferderennsport wird auf der Rennbahn von Beverley sowie beim Kiplingcotes Derby, der ältesten Veranstaltung dieses Sports in England, praktiziert. Im East Riding existieren mehr als ein Dutzend Golfklubs, und der Royal Yorkshire Yacht Club hat seinen Sitz in Bridlington.

## Wirtschaft und Infrastruktur

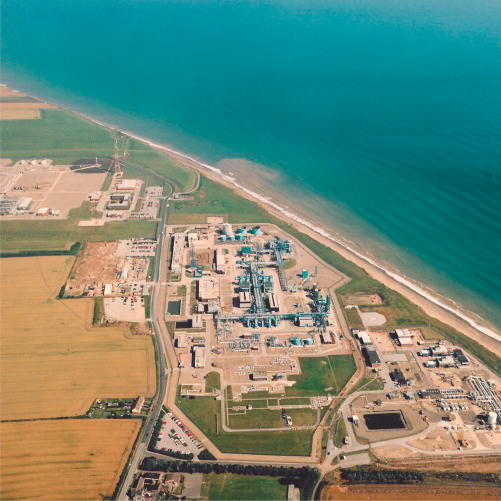
Gasterminal Easington

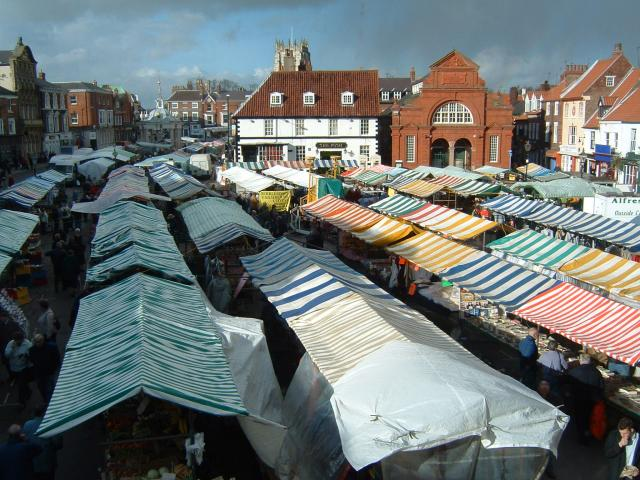
Markt in Beverley

Der Distrikt ist, abgesehen von der Gegend rund um die Großstadt Hull, generell ländlich geprägt. Es existieren auf dem Land verstreut mehrere Kleinstädte wie Beverley, Driffield, Goole, Market Weighton und Pocklington sowie Bridlington, Hornsea und Withernsea entlang der Küste. Die Landwirtschaft sowie von ihr abhängige Wirtschaftssektoren machen ein Fünftel aller Umsatzsteuereinnahmen aus und spielen somit eine wichtige Rolle. Gleichzeitig sank jedoch durch Fusionen und Schließungen die Anzahl landwirtschaftlicher Betriebe zwischen 1997 und 2003 um 40 %.
Bei Easington befindet sich eines von drei Erdgasterminals Großbritanniens. Vom norwegischen Nyhamna wird über die Langeled Pipeline Erdgas hierher befördert. Der dem Konzern BP gehörende Terminal besteht aus drei Anlagen. Eine davon wird von Centrica, die beiden anderen von BP betrieben.
Nachfolgend sind die Zahlen der Bruttowertschöpfung des Distrikts in Millionen Pfund Sterling aufgeführt:
| Jahr | Bruttowertschöpfung a | Landwirtschaft b | Industrie c | Dienstleistungen d |
| ---- | --------------------- | ---------------- | ----------- | ------------------ |
| 1995 | 2.708                 | 299              | 896         | 1.513              |
| 2000 | 3.006                 | 209              | 1.090       | 1.707              |
| 2003 | 3.783                 | 233              | 1.106       | 2.444              |

Das East Riding ist durch eine niedrige Arbeitslosigkeitsrate gekennzeichnet. Mit 4,3 % liegt sie 1,2 % unter dem englischen Schnitt. Dennoch gibt es mit Bridlington, Goole und Withernsea Gegenden gehäufter Arbeitslosigkeit. Die Beschäftigungssituation ist aufgrund vieler saisonaler Arbeitsplätze im Tourismus und der Lebensmittelindustrie im Verlauf des Jahres enormen Schwankungen unterworfen.
Auf einer früheren Airbase der Royal Air Force bei Leconfield befindet sich heute die Defence School of Transport, an welcher 14.000 Kräfte der British Army, Royal Air Force und Royal Marines ausgebildet werden. Mit über 1000 zivilen Arbeitsplätzen ist sie zudem eines der größeren Arbeitgeber der Region.

### Erneuerbare Energien

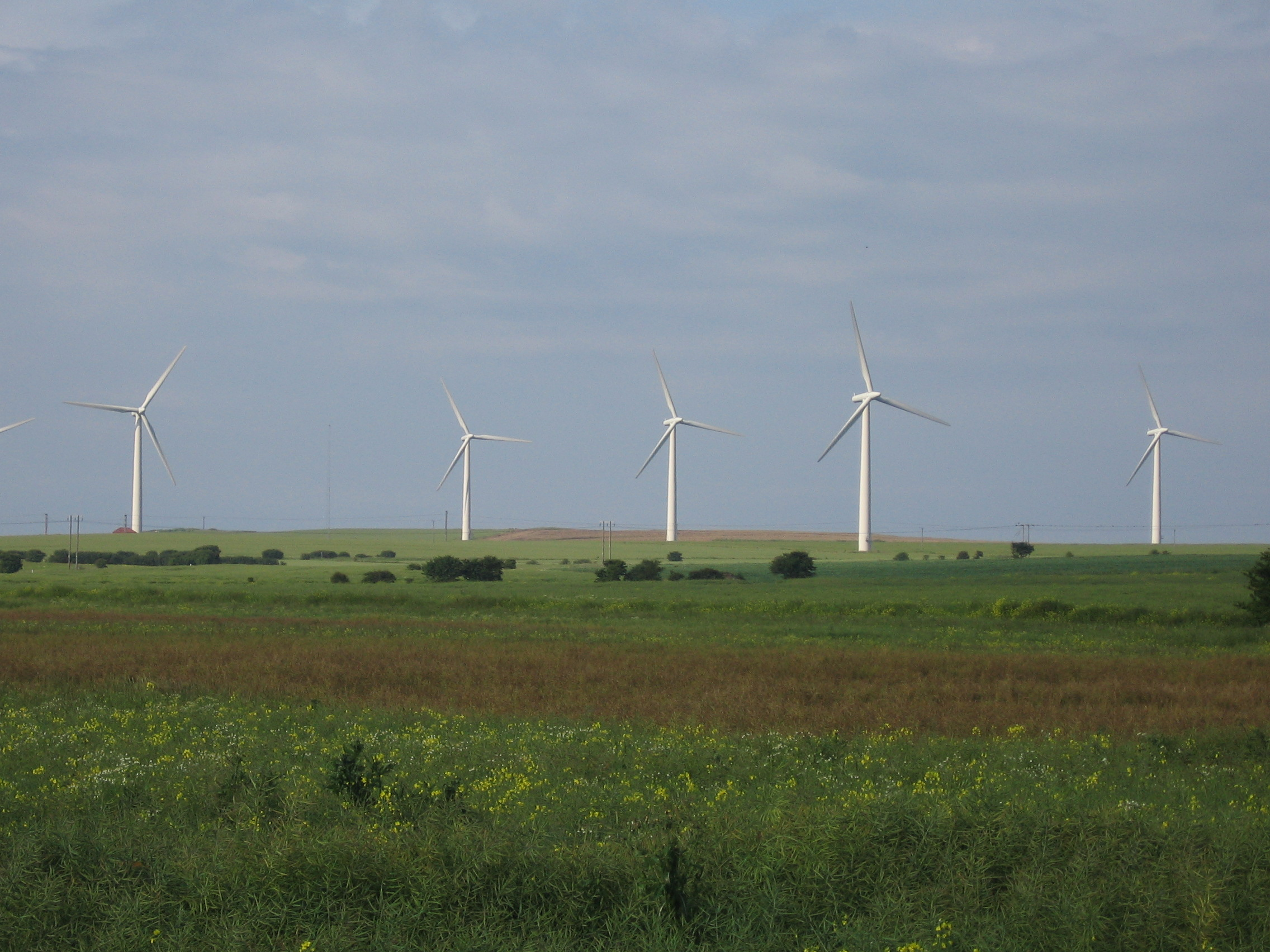
Windpark bei Easington

Das East Riding besitzt durch die Windkraft ein überdurchschnittlich hohes Potential zur Nutzung von erneuerbaren Energien. Anfangs plante man, im Distrikt bis 2010 jährlich 41 MW sowie bis 2021 jährlich 148 MW Strom durch erneuerbare Energien zu erzeugen. Es sind bereits Windparks bei Lissett in der Holderness sowie bei Easington am Ufer des Humberästuars in Betrieb. Darüber hinaus standen bis Februar 2009 Windprojekte mit einer Kapazität von jährlich 140 MW Leistung vor ihrer Genehmigung. Würde man weitere Formen erneuerbarer Energien wie z. B. Biomasse hinzurechnen, hätte man bis dahin sogar schon das für 2021 gesteckte Ziel von 148 MW überschritten. Im Weiteren wird der Bau eines Gezeitenkraftwerkes im Humberästuar geplant. Hat das Projekt Erfolg, so erwägt man bereits den Bau größerer Modelle, welche 70.000 Haushalte mit Strom versorgen könnten.

### Verkehr

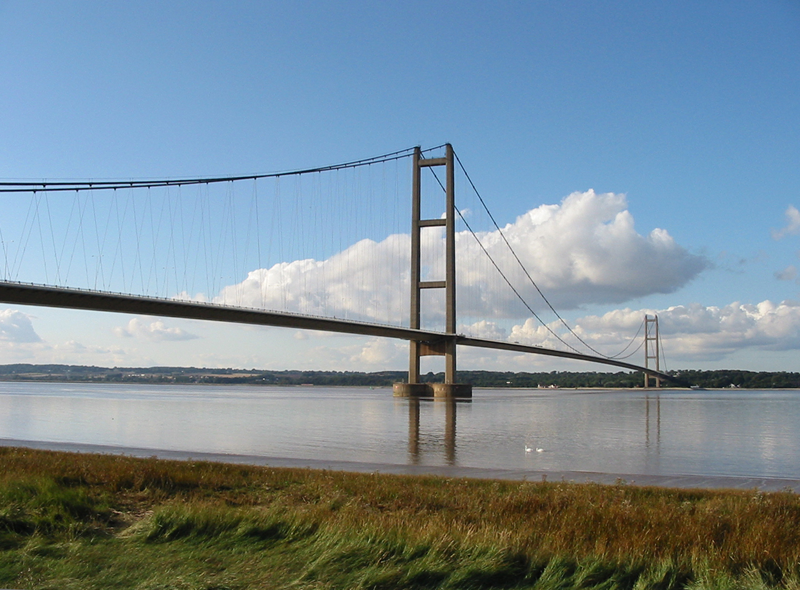
Die Humber-Brücke

Im East Riding verläuft bloß ein kurzer Autobahnabschnitt. Hier endet der M62, welcher in West-Ost-Richtung die Ballungsräume von Liverpool, Manchester und Leeds mit dem Distrikt verbindet sowie weiteren Anschluss an das nationale Autobahnnetz bietet. Der M18 zweigt bei Goole kurz vor der Grenze nach Süden ab und führt über Doncaster nach Sheffield, von wo aus man Anschluss über den M1 nach London hat. Das Netz der A-Roads umfasst die A63, A164, A165, A166, A1033, A1034 und A1079.
Die Humber-Brücke ist Teil der A15 und verbindet Hessle (westlich von Hull) mit Barton-upon-Humber in Lincolnshire. Weiter westlich bei Goole queren drei Brücken den Humberzufluss Ouse: Die Autobahnbrücke des M62, die Brücke der A614 sowie eine Eisenbahnbrücke.
Im 20. Jahrhundert verkehrte hier die Spurn Point Military Railway.
Hull Paragon Interchange, der Hauptbahnhof Hulls, ist Ausgangspunkt zahlreicher Bahnlinien: Über die Sheffield to Hull Line erreicht man Sheffield via Doncaster, die Bahnstrecke York–Beverley verbindet Hull mit Beverley, Selby und York, und über die Yorkshire Coast Line kommt man nach Driffield, Bridlington und Scarborough.

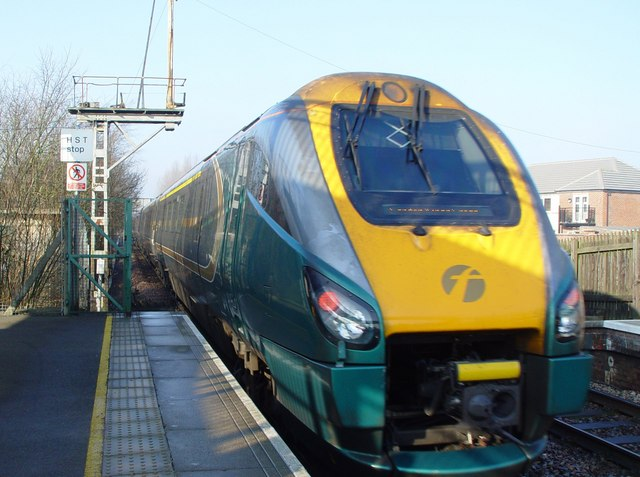
Abfahrt eines Zuges von First Hull Trains am Bahnhof von Brough

Im East Riding operierende Bahngesellschaften sind Northern Rail, East Coast und TransPennine Express. First Hull Trains ist eine Bahngesellschaft des First-Group-Konzerns, welche regelmäßige Verbindungen auf der Strecke Hull–London (King’s Cross) anbietet. Stationen dieser Strecke im East Riding sind Brough sowie Howden. First Group ist ebenso eine von mehreren Gesellschaften im Busverkehr. Sie bietet Verbindungen vom East Riding nach York sowie von Goole nach Doncaster an und bedient den innerstädtischen Busverkehr von Goole. Stagecoach bedient die Buslinien vom East Riding nach Hull sowie nach Lincolnshire, und EYMS bietet viele Verbindungen innerhalb des East Riding an. Die ebenso im Linienverkehr tätige Gesellschaft Yorkshire Coastliner verbindet Bridlington mit Malton, York und Leeds.
Der dem East Riding nächstgelegene Flughafen ist der Humberside Airport. Er befindet sich wenige Kilometer südlich der Grenze in Lincolnshire und ist über die Humber-Brücke gut erreichbar.

### Medien
In der Region werden die regionalen TV-Sender BBC Yorkshire and Lincolnshire sowie ITV Yorkshire ausgestrahlt. Radioprogramme der Region sind BBC Radio Humberside, Galaxy Yorkshire, KCFM, Viking FM und Yorkshire Coast Radio.
Tageszeitungen der Region sind die Hull Daily Mail sowie die East Riding Mail. Weitere Zeitungen sind die Bridlington Free Press, der Beverley Guardian, die Driffield Times, die Driffield Post, die Goole Times und die Holderness Gazette.

### Versorgung

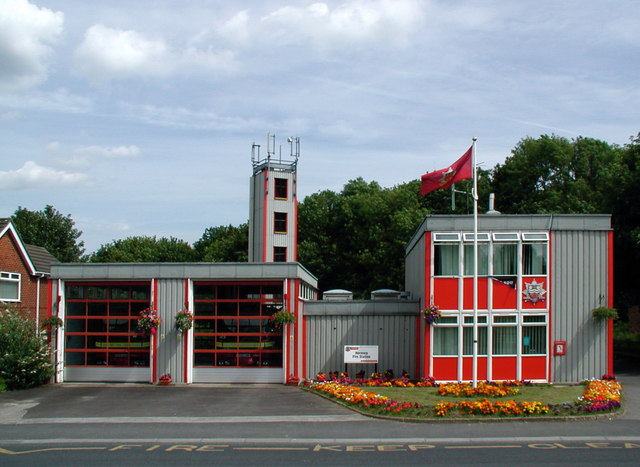
Feuerwehrhaus Hornsea

Das East Riding ist Teil der Humberside Police sowie des Humberside Fire and Rescue Service. Sowohl für die Bereitstellung von Leitungswasser als auch für den Unterhalt der Kanalisation wird durch Yorkshire Water gesorgt. Etwa 1 % der (in der Regel abgelegen wohnenden) Bevölkerung nutzt Wasser aus privater Speisung, wie etwa gebohrten Brunnen oder auch natürlichen Quellen. Der NHS East Riding of Yorkshire bietet Gesundheitsdienstleistungen wie die Krankenpflege, schulärztliche Versorgung und Therapien an. Zur Gewährleistung der Grundversorgung arbeitet er mit den Apothekern, Zahnärzten, Optikern und Rettungsdiensten Englands zusammen. Die Krankenhäuser des Hull and East Yorkshire Hospitals NHS Trust sind das Castle Hill Hospital, das Hull Royal Infirmary, das Princess Royal Hospital in Hull sowie das Westwood Hospital in Beverley. Der Scarborough and North East Yorkshire Healthcare NHS Trust betreibt das Krankenhaus in Bridlington, und der NHS East Riding sowie der NHS North Yorkshire and York betreiben die Krankenhäuser in Driffield und Malton. Kleinere Krankenstationen gibt es in Hornsea und Withernsea.
Im Finanzjahr 2004/05 wurden im East Riding 210.112 t und in Hull 154.723 t Müll gesammelt. Im Vergleich zum Vorjahr war dies ein Anstieg von 4,8 bzw. 1,77 %. Target 45+ ist die Bezeichnung einer nachhaltigen, gemeinschaftlichen Strategie bei der Müllverwertung zwischen dem East Riding und Hull. Das Strategieziel ist, bis 2010 45 % des anfallenden Mülls wiederzuverwerten oder zu kompostieren, und später diesen Prozentsatz weiter zu erhöhen. Die Waste Recycling Group ist die lokale, für die Müllverwertung zuständige Firma. Sie plant bei Salt End (auf dem Gemeindegebiet von Preston) den Bau einer Müllverbrennungsanlage zur Energiegewinnung, um so jährlich mit 240.000 Tonnen Müll 20.000 Haushalte mit Strom zu versorgen. Die dazu notwendige Genehmigung wurde im Juni 2009 durch die Environment Agency erteilt.

### Bildung
Die Schulbehörde des East Riding ist für insgesamt 150 Schulen zuständig, wovon 131 Grundschulen und 19 weiterführende Schulen sind. Die Nettoausgaben pro Kopf für Schulbildung stiegen von £578,08 im Schuljahr 2006/07 auf £632,88 im Schuljahr 2007/08. Das East Riding rutschte bei den Leistungsergebnissen der Grundschulen 2009 um acht Plätze auf den 28. Platz in der nationalen Rangliste ab.
Das Leistungsniveau der weiterführenden Schulen im Distrikt rutschte im nationalen Vergleich um sieben Plätze auf den 39. Platz ab, obwohl die GCSE-Abschlüsse die besten seit Bestehen des neuen East Riding 1996 sind. Der Prozentanteil an Schülern, der beim GCSE mindestens fünf Noten von A bis C erreicht hatte, stieg von 50,8 % im Jahr 2007 auf 52,5 % ein Jahr darauf. Diese Rate lag deutlich über dem nationalen Schnitt von 47,6 %.